# Streptococcus salivarius subsp. thermophilus
A Streptococcus salivarius subsp. thermophilus, korábban Streptococcus termophilus a tejiparban a joghurt oltására használatos baktériumkultúra.

## Jellemzői
A baktériumok többféle alakba rendeződve élik le életüket, a Streptococcus thermophilus gömb alakú és élete során láncalakba rendeződik. Anyagcseréjét tekintve fakultatív anaerob típusú baktérium, s az erjedés során többek között tejsavat állít elő, amely segíti a tej joghurttá történő alvadását. Szaporodását tekintve a baktériumoknál általános ivartalan, azaz osztódásos szaporodás jellemző. A helyváltoztatás rángatódzó, felhajtóerőt kihasználó jellegű.

## Jelentősége
Az élelmiszeriparban a Streptococcus thermophilus részt vesz a tejsavas erjedési ciklusokban (pl. savanyított káposzta, aludttej, joghurt). Az aludttejet az erjedéssel kapcsolatban már Louis Pasteur is vizsgálta más folyadékokkal egyetemben, s eredményeit 1876-ban könyvalakban is közzétette Párizsban.